# Премія Ади Лавлейс
Премія Ади Лавлейс (англ. Ada Lovelace Award) — премія від Асоціації жінок в галузі обчислювальної техніки, що названа на честь першої комп'ютерної програмістки Августи Ади Байрон Лавлейс, чиї праці зробили внесок у розвиток ідеї програмування та у пояснення роботи та теорії аналітичного механізму Чарлза Беббіджа.
Нагороду засновано у 1981 році як «Нагороду за служіння» (англ. Service Award), вперше була присуджена у 1982 році Тельмі Естрін. Після цього з наступного року нагорода отримала назву «Премія Августи Ади Лавлейс» (англ. Augusta Ada Lovelace Award).
Нагороду присуджують жінкам, які працюють у галузі комп'ютерної техніки, що досягли успіху в будь-якій із двох сфер: за видатні наукові/технічні досягнення або за надзвичайні заслуги перед комп'ютерною спільнотою.

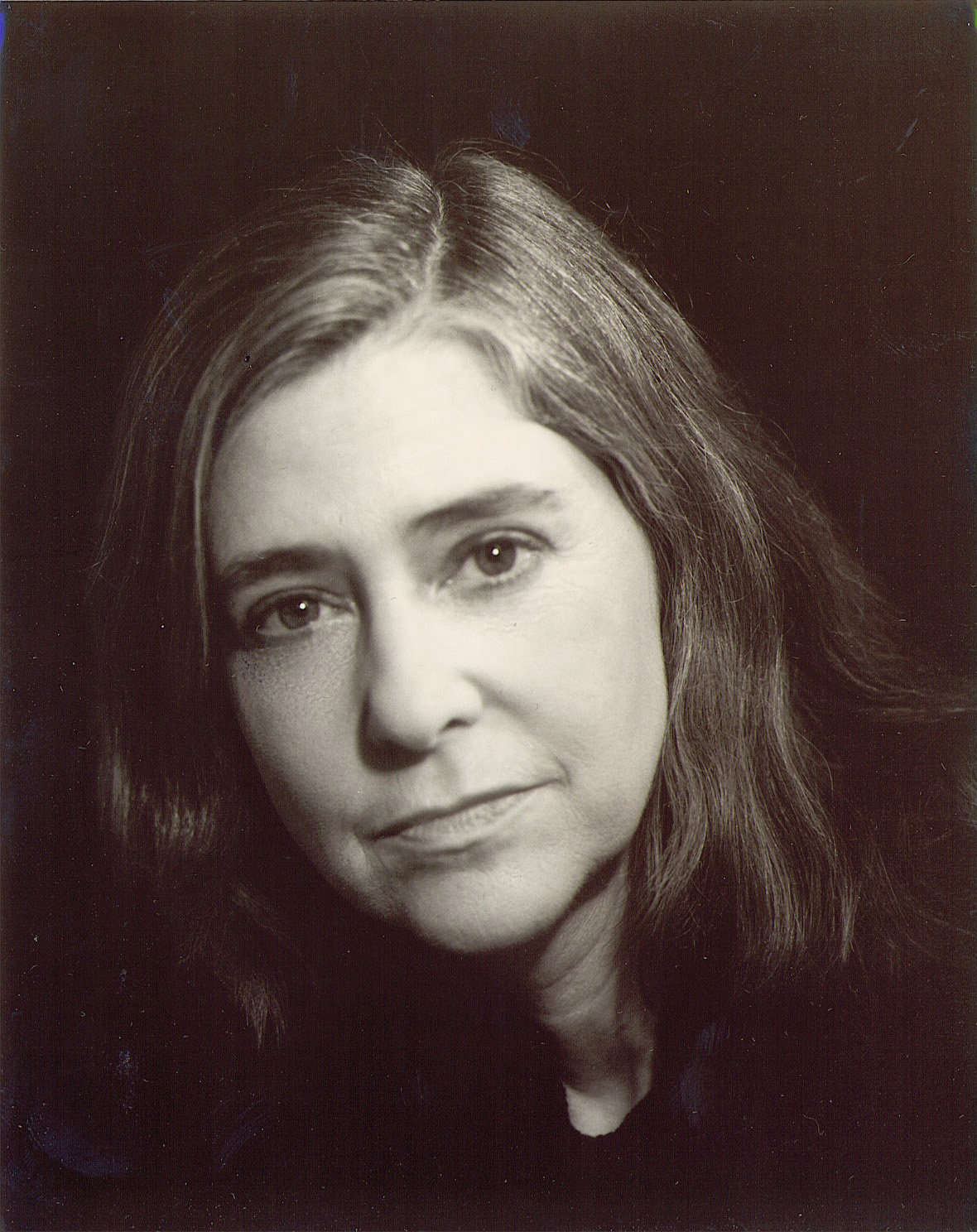
Маргарет Гамільтон, лауреатка премії Ади Лавлейс у 1986 році

## Лауреати нагороди
| Рік  | Лауреат                 | Примітка |
| ---- | ----------------------- | -------- |
| 1982 | Тельма Естрін           | [ 4 ]    |
| 1983 | Ґрейс Гоппер            | [ 5 ]    |
| 1984 | Рут М. Девіс            | [ 6 ]    |
| 1985 | Amy D. Wohl             | [ 7 ]    |
| 1986 | Маргарет Гамільтон      | [ 8 ]    |
| 1989 | Джин Саммет             | [ 9 ]    |
| 1995 | Аніта Борг              | [ 10 ]   |
| 1997 | Бетті Голбертон         | [ 11 ]   |
| 1998 | Естер Дайсон            | [ 12 ]   |
| 2000 | Міллі Косс              | [ 13 ]   |
| 2001 | Дороті Елізабет Деннінг | [ 14 ]   |
| 2002 | Френсіс Аллен           | [ 15 ]   |
| 2003 | Керол Барц              | [ 16 ]   |
| 2004 | Аніта Кетрін Джонс      | [ 17 ]   |
| 2005 | Керол Даян Мартін       | [ 18 ]   |